# Jorge Cubero
Jorge Cubero Gálvez (Baena, Córdoba, 6 de noviembre de 1992) es un ciclista español.

## Biografía
Comenzó su afición al ciclismo desde su infancia. Sus referentes como ciclistas han sido Lance Armstrong y Miguel Induráin. Realizó y completó estudios de Ingeniería Civil.
Destacó como amateur ganando una etapa de la Vuelta a Galicia en 2015. Debutó como profesional con el equipo Burgos-BH en 2016, permaneciendo en él hasta su retirada en 2020.

## Palmarés
- No consiguió ninguna victoria como profesional

## Resultados en Grandes Vueltas
| Carrera | Carrera         | 2016 | 2017 | 2018 | 2019  | 2020 |
| ------- | --------------- | ---- | ---- | ---- | ----- | ---- |
|         | Giro de Italia  | —    | —    | —    | —     | —    |
|         | Tour de Francia | —    | —    | —    | —     | —    |
|         | Vuelta a España | —    | —    | 89.º | 136.º | —    |

—: no participa 
Ab.: abandono 

## Equipos
- Burgos-BH (2016-2020)